# Foumakoye Gado
Foumakoye Gado (né en 1950) est un homme politique nigérien. Depuis décembre 2022, il préside le Comité exécutif national (CEN) du Parti nigérien pour la démocratie et le socialisme (PNDS-Tarayya). Il est aussi haut représentant du président de la république.
Il a servi dans le gouvernement du Niger en tant que ministre des Mines et de l'Énergie d'avril 1993 à octobre 1994 et il a occupé le même poste une seconde fois d'avril 2011 à septembre 2011. Il est aussi ministre du Pétrole entre septembre 2011 et avril 2021.

## Biographie
Foumakoye Gado étudie la physique à l'université de Niamey et obtient un doctorat. Il devient ensuite professeur dans la même université. Membre fondateur du PNDS-Tarayya, parti politique créé sous la direction de Mahamadou Issoufou au début des années 1990, il acquiert une réputation de fidèle d'Issoufou. À l'Assemblée générale constitutive du PNDS, tenue le 23 - 24 décembre 1990, il est désigné comme premier secrétaire général adjoint du PNDS.
Foumakoye Gado est élu à l'Assemblée nationale du Niger aux élections parlementaires de février 1993 en tant que candidat PNDS dans la circonscription de Dosso. Après les élections de 1993, Mahamadou Issoufou est nommé Premier ministre à la tête d'un gouvernement de coalition et Foumakoye Gado est nommé au gouvernement d'Issoufou en tant que ministre des Mines et de l'Énergie le 23 avril 1993. Parallèlement, il est également secrétaire général adjoint du PNDS. Il est ministre des Mines et de l'Énergie jusqu'en octobre 1994, date à laquelle le PNDS se retire de la coalition au pouvoir et entre dans l'opposition.
Foumakoye Gado fait partie des personnes arrêtées à la suite d'une manifestation de l'opposition le 11 janvier 1997. Au quatrième Congrès ordinaire du PNDS, tenue le 4 - 5 septembre 2004, Foumakoye Gado est élu secrétaire général.
Après la victoire de Mahamadou Issoufou à l'élection présidentielle de 2011, Foumakoye Gado est nommé ministre des Mines et de l'Énergie le 21 avril 2011.
Le président Issoufou modifie le gouvernement le 12 septembre 2011, séparant le portefeuille minier de l'Énergie. Il nomme Omar Hamidou Tchiana au poste de ministre d'État aux Mines et au Développement industriel, tandis que Foumakoye Gado est nommé ministre de l'Énergie et du Pétrole. Pour son second mandat, Issoufou conserve Foumakoye Gado à son poste de ministre de l'Énergie et du Pétrole dans le gouvernement nommé le 11 avril 2016. Son portefeuille est modifié le 19 octobre 2019, lorsqu'un nouveau ministre de l'Énergie est nommé mais Foumakoye Gado demeure ministre du Pétrole.
En avril 2021, Foumakoye Gado quitte le gouvernement nigérien pour devenir le haut représentant du président de la république, fonction qui le place au 5e rang de la hiérarchie politique du Niger.
Mohamed Bazoum, président du PNDS-Tarayya est élu président de la république en 2021. Foumakoye Gado assure l'intérim à la présidence du parti. En décembre 2022, Foumakoye Gado est élu président du PNDS-Tarayya.
En juillet 2023, après le coup d'État, Foumakoye Gado est arrêté et mis en résidence surveillée par la junte au pouvoir au Niger. Il est libéré en avril 2025 dans le cadre des « assises nationales pour la refondation » engagées par la junte.